# Романушко, Мария Сергеевна
Мария Сергеевна Романушко (род. 1950, Днепропетровск) — поэт, прозаик.
С 1968 года живёт в Москве. Закончила Литературный институт им. Горького (1979). Член Московского Союза литераторов и Российского Союза профессиональных литераторов.
Печаталась в журналах: «Дружба народов», «Эстрада и цирк», «Аврора», «Семья и школа», «Очаг», «Наш малыш», «Улица Сезам для родителей», «Литературная учёба», «Муравейник», «Здравый смысл», «Литературный перекрёсток», в альманахах «Истоки», «Новые нивы», в «Независимой газете», «Московской правде» и в других печатных изданиях. Вышли в свет сорок пять книг стихов и прозы, пять из которых посвящены великому клоуну-миму Леониду Енгибарову — «Леонид Енгибаров: Клоун глазами поэта», «Леонид Енгибаров: Мим, говорящий с вечностью», «Не прощаюсь с тобой», «Еженощное» и «Сурожская тетрадь».
Организатор вечеров памяти Леонида Енгибарова (начиная с 1982 года) и Енгибаровских фестивалей (начиная с 2011 года).

## Семья
Муж Виктор Кротов (р. 29 октября 1946) — писатель, философ, педагог.
- сын Антон Кротов (р. 28 января 1976) — российский путешественник, писатель, основатель и президент Академии Вольных Путешествий.
- дочь Ксения Кротова (р. 14 декабря 1989) — художница, поэтесса, педагог.

## Изданные книги Марии Романушко
- «Лунные цирки», стихи, 1981
- «Мой путь к Тебе», стихи, 1995
- Поэтическая серия «Мои десять книг»:
  - «До востребования», 1995
  - «Еженощное», 1995
  - «Сурожская тетрадь», 1996
  - «Обкусанное небо», 1996
  - «Снег и весна», 1996
  - «Метель жаворонков», 1996
  - «За три моря», 1996
  - «Тёплый купол», 1996
  - «Песни встреч и разлук», 1996
  - «Тридцать первое августа», 1996
- «Не прощаюсь с тобой», повесть о цирке, 1997
- «Наши зимы и лета, вёсны и осени», роман о детстве, 2000
- «Нескучные стихи», 2001
- «Как лепить планеты», рассказы, 2001
- «В нашем маленьком ковчеге», стихи для детей, 2001
- «Эй, там, на летающей соске!», повесть, 2002
- «Карантин», повесть, 2002, 2004
- «Шёпот листьев», трёхстишия, 2003
- «Сто улыбок», стихи для детей и родителей, 2003
- «Сны на балконе», старомодная лирика, 2003
- «Голубки в небе», христианская азбука для подрастающих малышей, 2003, 2004
- «Зоопарк на тринадцатом этаже», рассказы и повесть, 2003
- «Из семейной сокровищницы. Очерки о воспитании», 2003
- «Там, где всегда ветер», роман об отрочестве, первая редакция, 2004
- «Вырастая из детства», повесть, 2005
- «Письмо тебе», рассказы, 2006
- Трилогия «Побережье памяти» (воспоминания):
  - «В свете старого софита», роман, 2006
  - «Не под пустым небом», роман, 2007
  - «Если полететь высоко-высоко…», роман, 2007
- «Леонид Енгибаров: Клоун глазами поэта», художественная биография, 2008
- «Семейная сокровищница: Воспитание свободой и творчеством», книга о семейном воспитании, 2009
- «Леонид Енгибаров: Мим, говорящий с вечностью», 2010
- «Куда ушла мама? или Неужели так трудно любить своего ребёнка?», 2010
- «Как быть вместе», о семейном воспитании, (в соавторстве с В.Кротовым), 2011
- «Легко ли быть ребёнком? Детство — самая трудная пора жизни», 2012
- «Художник Валерий Каптерев: Гений, которого пора открыть», роман-исследование, 2013
- «Чаепитие на берегу Босфора», повесть-путешествие, 2013
- «Разговор уходит в высоту», антология, посвящённая В.Каптереву и Л.Окназовой, 2014
- «Вырастая из детства. Оренбург: опыт возвращения», повесть-путешествие, 2014
- Валерий Каптерев: Художник, который учит свободе", каталог выставки, с вступительным очерком и дополнительными материалами, 2015
- «Александр Милитов: Человек, который сыграл каждого из нас. Психолог, актёр, режиссёр», воспоминания о друге и несколько историй для плэйбэка, 2016
- «Мой путь к Тебе», стихи, вторая редакция, дополненная, 2016
- «Там, где всегда ветер…», роман, вторая редакция, переработанная и дополненная, 2016
- «Борис Сударов — человек, прошедший через эпицентр атомного взрыва. Встречи на берегу», диалог-путешествие, 2017
- «Мы везде найдём наш берег», продолжение прогулок и бесед с Борисом Сударовым, 2018
- Трилогия воспоминаний «Украина — очень личная история»:
  - «Философская улица. Воспоминание об утраченной родине», 2020
  - «Воспоминание об утраченной родине. Украина и не только», 2021
- Поэтическая трилогия, посвящённая Борису Сударову:
  - «Поющая цикада в осенней Москве», 2021
  - «Стихи этой зимы», 2021
  - «Весна без весны», 2021

## Книги под редакцией Марии Романушко
- Романушко Л. А. «Детство, опалённое войной», документальная повесть, 2017
- Сударов Б. И. «Звёзды нашей молодости», эксклюзивные интервью с кумирами XX века и рассказы о них, 2017
- Сударов Б. И. «Годы жизни. В гуще двадцатого века», 2017
- Сударов Б. И. «Это было недавно, это было давно. Воспоминания о 30-х, 40-х, 50-х», 2017